# 黃行可
黃行可（1485年—？），字兆見，福建興化府莆田縣人，軍籍，明朝政治人物。

## 生平
庚午科（1510年）福建鄉試第二十七名舉人。正德十六年（1521年）中式辛巳科會試第二百九十四名，登第二甲第四十四名進士。历官两浙都转运盐使司运使，嘉靖十九年（1540年）九月升广东布政使司左参政。

## 家族
曾祖黃孔斌；祖父黃唐；父黃文雍，曾任教授。母陳氏。严侍下。弟達可、與可、以可、適可。